# Josep Berga Boix
Joseph Berga y Boix (La Pinya, Vall de Bas, Gerona, 25 de octubre de 1837-Olot, 8 de octubre de 1914), también conocido como el «Avi Berga» («Abuelo Berga»), fue un pintor paisajista español que, influenciado por la Escuela de Barbizon, fundó junto con su amigo Joaquín Vayreda la Escuela de Olot de Pintura. Fue maestro de dibujo del Centro Artístico, núcleo de la escuela de Olot, y director durante siete años de la Escuela de Dibujo de la misma ciudad. También se le conoce como escritor de diversas publicaciones. En menor medida se dedicó a la escultura de imaginería religiosa en la empresa El Arte Cristiano, de la que fue gerente desde su fundación en 1880 hasta que dejó la sociedad en 1892.

## Biografía

### Familia
Joseph fue el primer hijo de un matrimonio formado por Silvestre y Petronil·la, una familia de campesinos trabajadores de una masía en la población de la Pinya. De familia modesta, pudo estudiar gracias a dos frailes exclaustrados que vivían en el mismo valle, y que permitieron que unos cuantos muchachos recibieran formación. Los Berga y Boix no se podían permitir enviar a sus hijos a Olot a aprender. Durante su infancia, probablemente los primeros cuadros que vio al joven Berga fueron los del propietario de la masía en que nació y vivió, Alexandre de Soler. Seguramente representaciones religiosas, retratos de época barroca o composiciones neoclásicas.
En 1870 se casó con Montserrat Boada i Rogés, una maestra que conoció en Gerona y con la que tuvo dos hijos, un chico y una chica. El mayor, Josep, siguió en cierto modo el camino de su padre, ya que fue dibujante, pintor, escritor y maestro de dibujo.

### Formación artística
La única manera de seguir con los estudios era optar a una carrera eclesiástica. Así, Berga se traslada a Olot en 1852 a cursar los primeros cursos de humanidades, tres de gramática y latín y dos de retórica, que podían ser cursados en preceptoria de diferentes poblaciones y no en el seminario. Una vez en Olot, estudió dibujo bajo las órdenes de Narciso Pascual y Sala. Copiaba en carboncillo grabados clásicos, perfiles de cabezas y manos, y figuras de yeso. Era un planteamiento rutinario, de escuela de principios neoclásicos, pero resultó una enseñanza básica para su desarrollo plástico posterior.
En 1855, se trasladó a Gerona a continuar con su formación eclesiástica. Estuvo en el seminario hasta el sexto curso, un curso antes de decidir si ingresaba definitivamente en el clero. Como había hecho anteriormente en Olot, en Gerona también estudió dibujo. Aprendió pintura bajo las enseñanzas de Francesc Tenas y de Alfons Gelabert i Buixó, antiguo discípulo de Couture en París. Cuando abandona los estudios en 1865, trabajó como delineante del arquitecto Martí Sureda i Deulovol.
En la ciudad, su primer encargo artístico formal fue pintar una pequeña capilla de un comedor particular. También hacía láminas para estudiantes de magisterio y figuras de pesebre, que seguramente sabía vender y con lo que conseguía unos pocos recursos para seguir estudiando.
Berga, afín al carlismo y el tradicionalismo, fue un colaborador habitual de publicaciones y diarios. Habría escrito artículos en El Montsacopa con el seudónimo «Silvino» y participado como ilustrador en Catalunya Artística. Por algunos de sus escritos, publicados en el diario carlista gerundense El Norte, después de la Revolución de 1868, se tuvo que refugiar en el departamento francés de Pirineos Orientales, estableciéndose en Perpiñán y Ceret.
Se volvió a exiliar durante la tercera guerra carlista en 1873, junto con Joaquín Vayreda. Durante estas estancias en Francia, Berga vivía de los encargos puntuales que le pedía la burguesía francesa, y también conoció la Escuela de Barbizon, influencia francesa que marcó la plástica del grupo de Olot. Estudia el paisaje y hace esbozos de los Pirineos, («apuntacions» que es como él llama a los bocetos y notas que hace al aire libre). Estos años setenta serán el comienzo de la madurez del pintor como paisajista.

### Maestro de dibujo

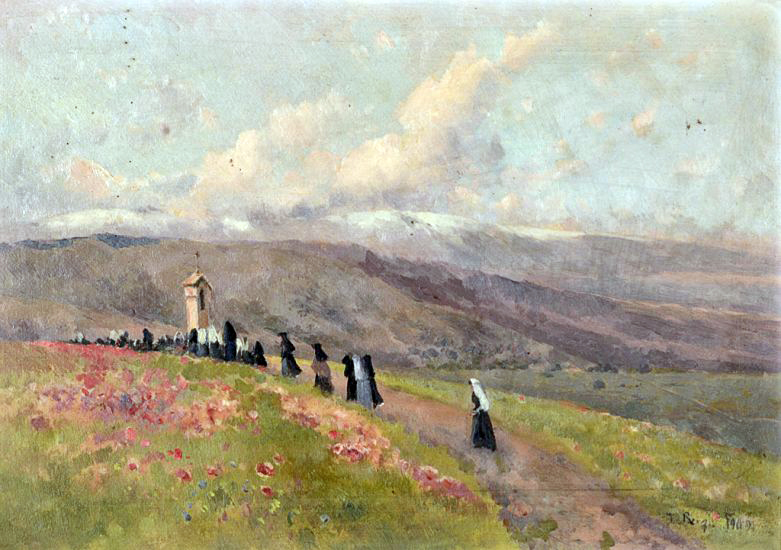
Procesión (1909)

Tras su primera estancia en Francia, en el año 1869, Berga y Boix volvió a Gerona, reclamado por Vayreda, para presentarse a unas oposiciones para director de la Escuela de Dibujo de Olot. No obtuvo la plaza y en Olot se dedicó a dar clases de dibujo en el Centro Artístico. Este centro fue fundado por Joaquín Vayreda y el mismo Berga y Boix en 1869, buscando trasladar a Olot la enseñanza que él había recibido en Barcelona con Ramón Martí Alsina.
En el siglo XIX el paisaje era considerado un arte decorativo, un género por debajo de la pintura figurativa. El Centro Artístico, más tarde conocido como la Escuela de Olot, fue heredero de las corrientes surgidos en Inglaterra, con Constable y la escuela de Norwich, y Francia con la escuela de Barbizon, que hicieron del paisaje un género propio. Llegó un momento en que el público burgués buscaba un arte más realista, triunfó el paisaje y se fue abandonando la pintura religiosa. En Olot crearon una escuela, un núcleo de revolución pictórica que logró ser un referente del arte catalán al margen del foco barcelonés donde se concentraba el grueso de la actividad artística del momento. Aunque fueron muchos los artistas barceloneses contemporáneos a los que les sedujo el tema paisajístico de Vayreda y de Berga, como demuestra la descripción de Santiago Rusiñol:

...allí a lo lejos, mirando un fondo limitado por altas sierras, como telones de teatro, la gran llanura de Olot, nueva para mí, se me apareció como si la hubiera conocido. Allí al pie del fondo, rocas negruzcas, casas rosáceas, resguardadas bajo los árboles; más cerca campos rojizos, reseguidos doblez a doblez por las rayas de Carada; manchas verdosas de robles, sauces arropando las rieras, cerros volcánicos y por todas partes, por fondos de los torrentes, por las vaguadas y por las colinas, la flor blanca del alforfón, abierta, tierna y flexible, se aplana bajo el viento, columpiándose, temblando como vías de nervios y llenando toda la llanura de una nevada olorosa.

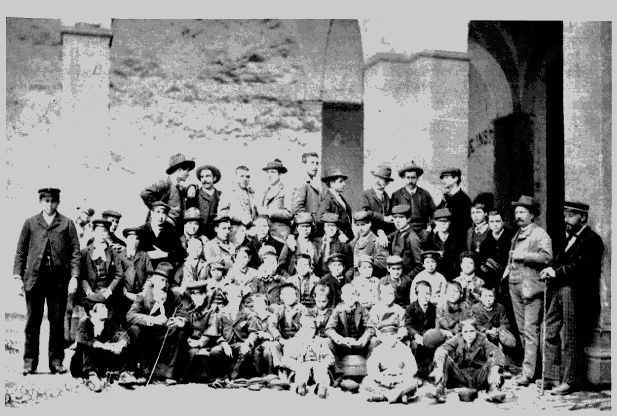
Alumnos de la Escuela de Dibujo de Olot con Josep Berga y Boix, segundo de la izquierda de la primera fila (1891).

Finalmente, en 1877 fue nombrado director de la Escuela de Dibujo de Olot, a la cual se dedicó en cuerpo y alma hasta su muerte. Bajo su enseñanza se formaron, entre otros, los escultores Josep Clarà y Miguel Blay.
En 1880, con la colaboración de Joaquín Vayreda y Valentí Carrera, creó un taller de imaginería religiosa, «Santos de Olot», conocido internacionalmente gracias a su magnífica tarea. La intención de los creadores era la de dar salida profesional a los alumnos que terminaban sus estudios de la Escuela de Olot, y dignificar las realizaciones de escultura religiosa que se hacía en aquellos momentos. Berga abandonó, al comprobar que no podía cambiar el mal gusto de la gente. Existen referencias que en el taller de esta empresa se realizaron figuras de pesebre, algunas de las cuales salieron de las manos del propio Berga.
El 16 de diciembre de 2000 fue nombrado hijo ilustre de la ciudad de Olot y se instaló su retrato, pintado por el artista de Olot, Kim Domene, en la Galería de Olotinos Ilustres del Ayuntamiento de Olot.

## Obra

### Pintura
Berga y Boix introdujo la observación directa del natural, y una visión empírica de la naturaleza. Pintó a plein air por los valles de Olot, el entorno del río Fluviá y los humedales de la Moixina, recogiendo en su obra los frondosos robledales y los perfiles del Puigsacalm en el fondo de muchas de sus pinturas. Su obra pictórica muestra un marcado realismo. Supo llevar los cuadros al gran paisaje olotense con un estilo muy personal.

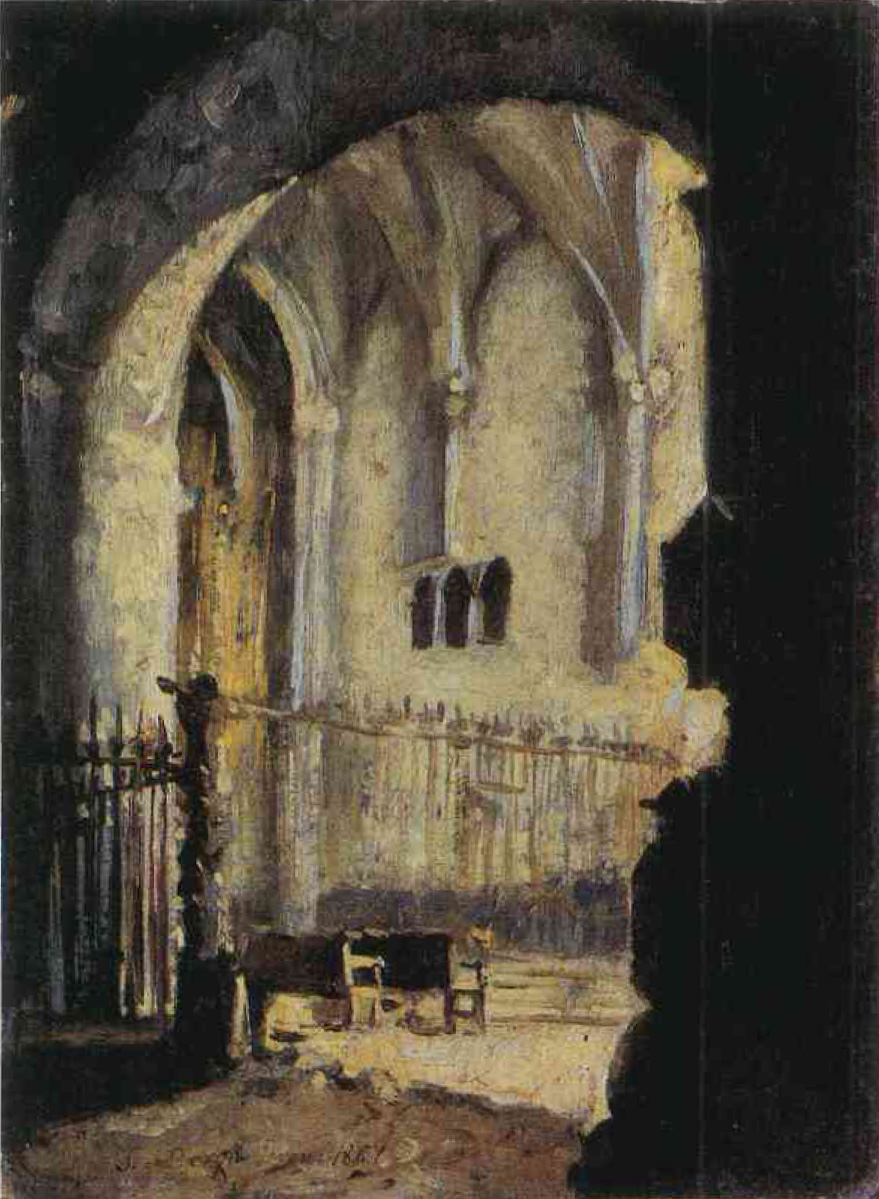
Interior de Sant Feliu de Girona. Museo Comarcal de la Garrocha.
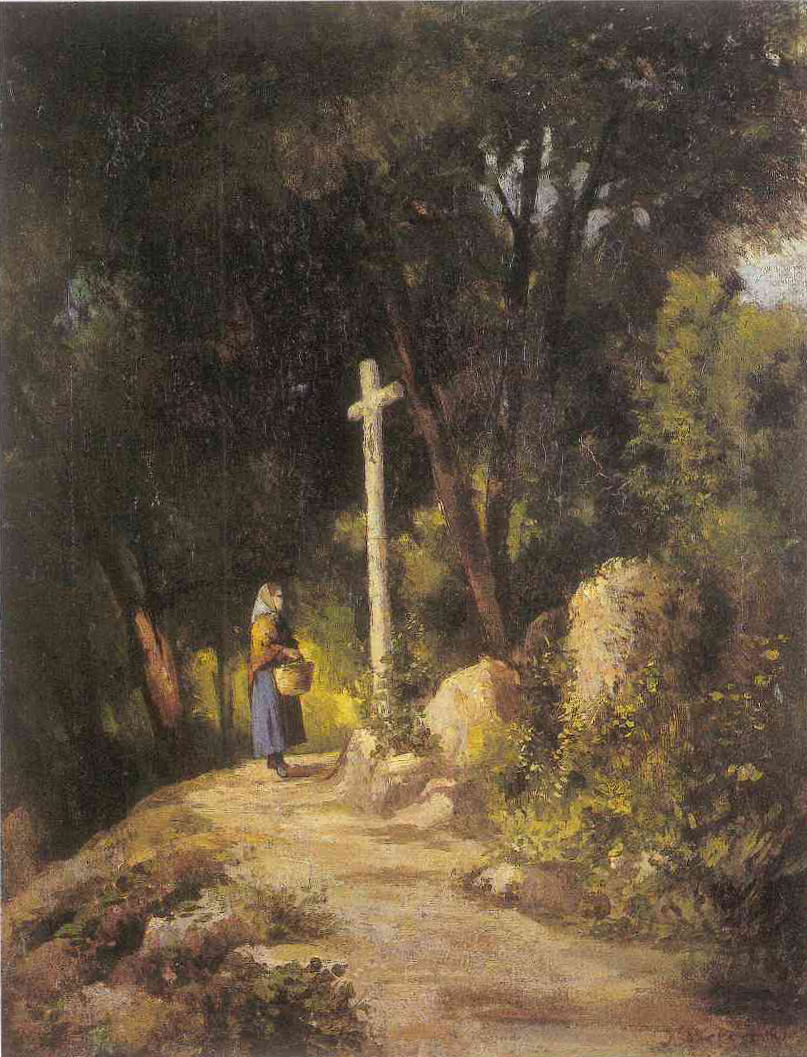
Nena davant d’una creu de terme. Colección particular.
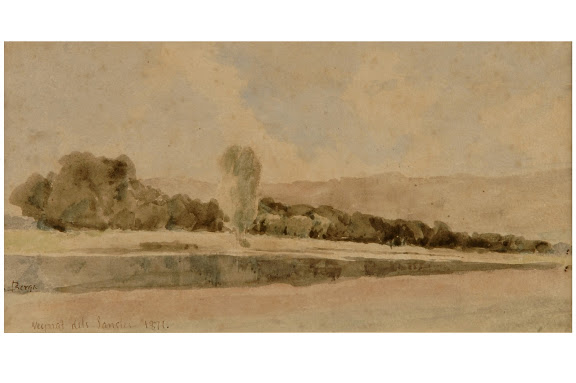
Veïnat de Sangles. Museo Comarcal de la Garrocha. Acuarela sobre papel.
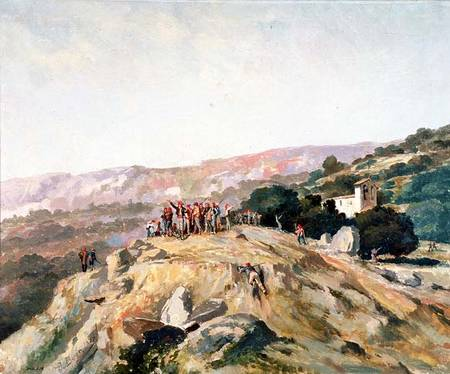
Sometent a Catalunya. Museo de Arte de Gerona.
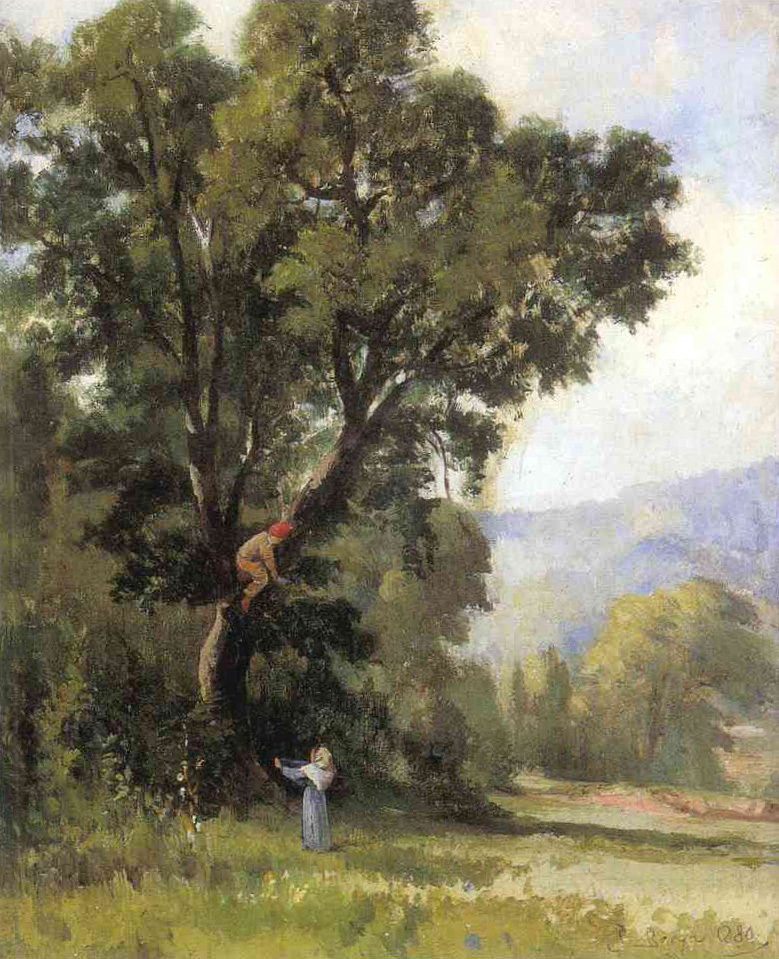
Caçant un niu. Colección particular.

Sus pinturas reflejan la vida de La Garrocha, diferente de la vida en la ciudad. La naturaleza adquiere una gran importancia así como también la actividad humana que se desarrolla: el campesino forma parte del paisaje. Con los campesinos de la zona él vio la tradición, siempre vigente en su obra. Siempre aparecen con la barretina catalana, gorro tradicional que Berga llevó durante su infancia.
Optó preferentemente por la montaña garrochina, y es el único pintor olotino que tomó esta visión de las cumbres y de las cordilleras comarcales:

... peregrinar por las garrotxes en busca de una nota viva, de la belleza pura que encerraba este país de su enamoramiento.

 Se enamora de paisajes sencillos, y así se puede ver reflectado en los temas elegidos para sus obras. Utilizó una paleta muy variada y una pincelada con poco grueso, pero intencionada. Realizó también varios retratos y algunas figuras típicas, aunque con menos impacto estético que su compañero Vayreda. En sus cuadros de género, es donde manifiesta más claro el mundo profundamente católico de la Escuela de Olot, con imágenes de campesinas rezando o parándose ante un oratorio.

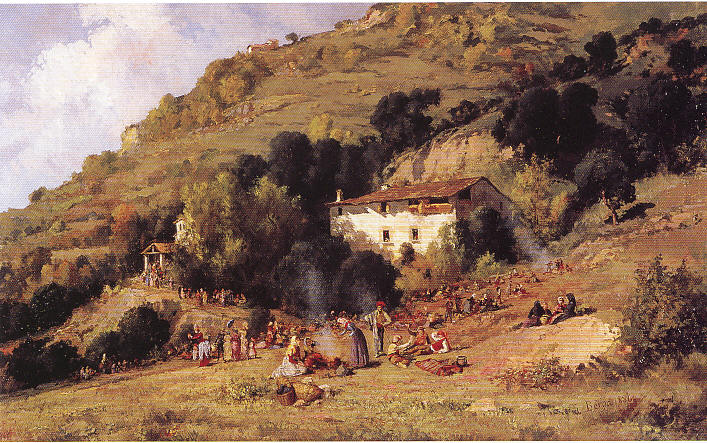
Aplec. Museo de Montserrat.
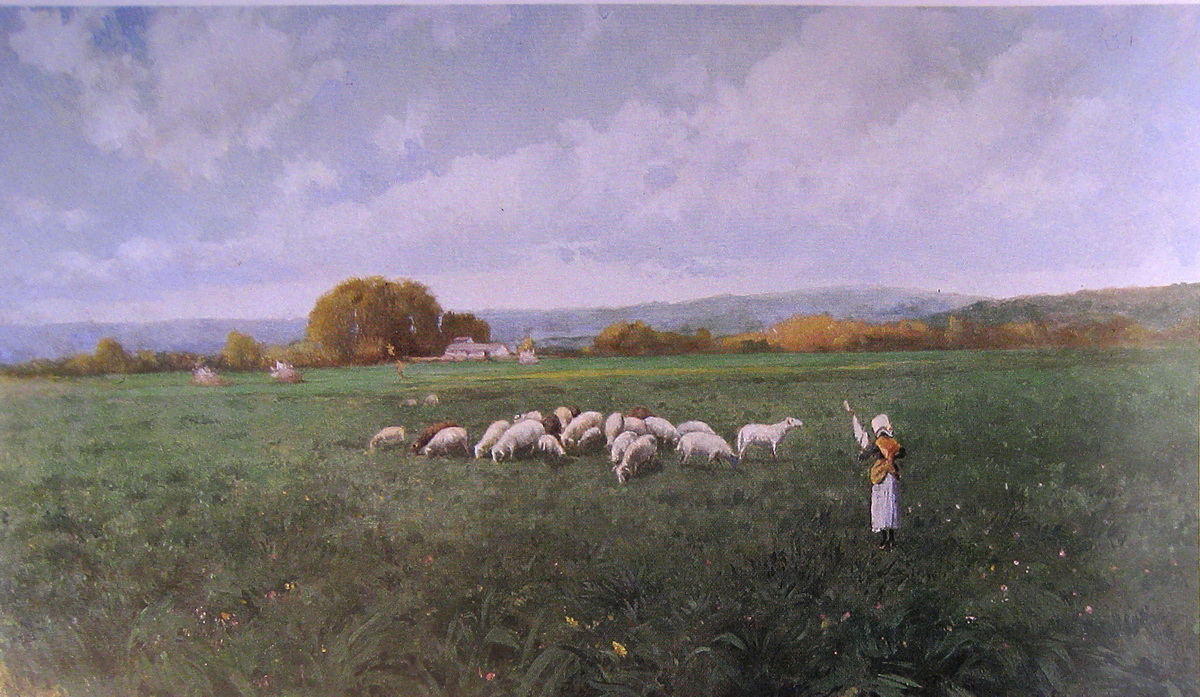
Ramat de xais. Museo Comarcal de la Garrocha
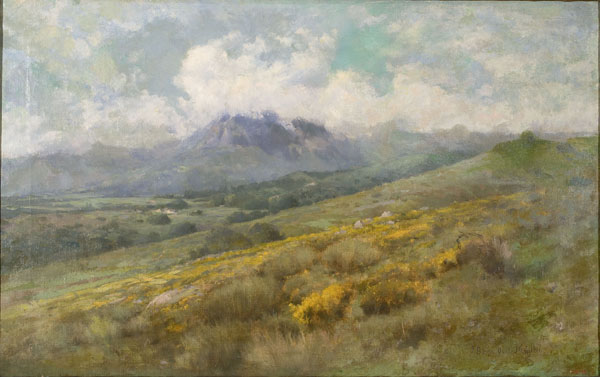
Paisatge. Museo Nacional de Arte de Cataluña.
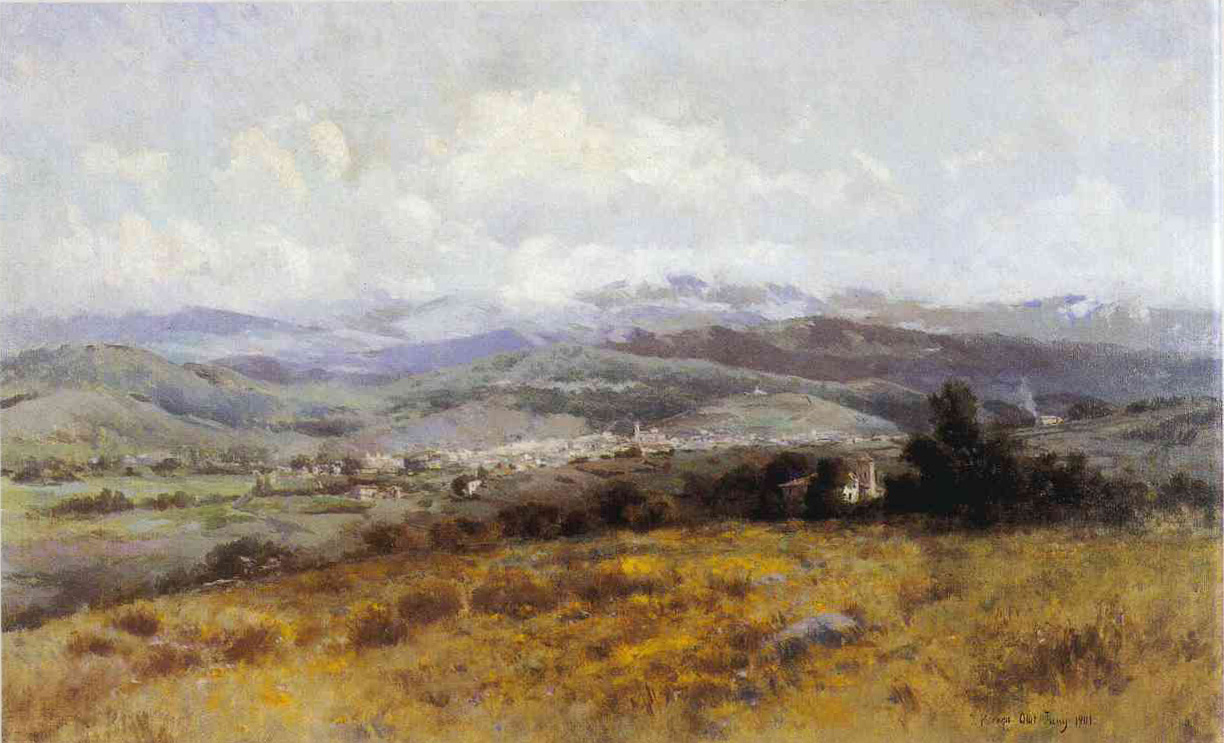
La vall d'Olot. Colección particular.
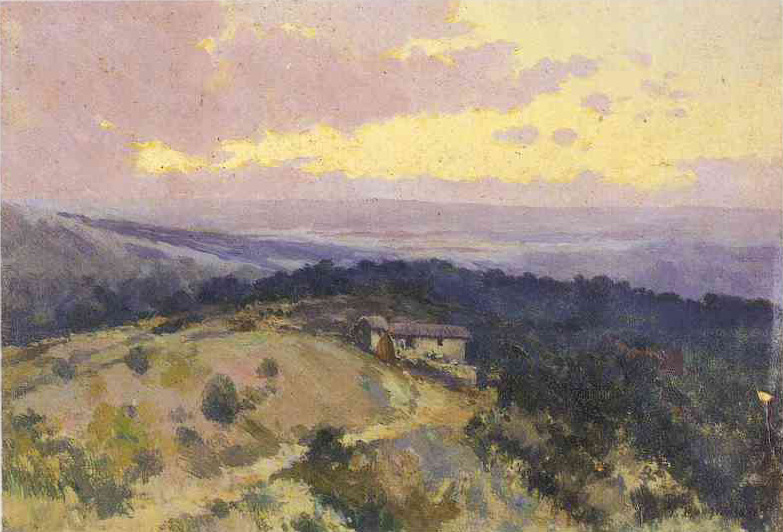
Cel rogent. Colección particular.

Realizó a lo largo de su vida una gran cantidad de dibujos que le servían como estudio para luego trasladarlos sobre la tela. Como escultor, no se conserva prácticamente ninguna obra suya. Las obras escultóricas que se le atribuyen no son de mucha calidad y resultan poco interesantes al lado de su pintura. La única obra escultórica que se sabe con seguridad que es suya es una Virgen de terracota conservada en el Museo Comarcal de la Garrocha, probablemente uno de los primeros «santos» de los talleres de Olot.

### Literatura

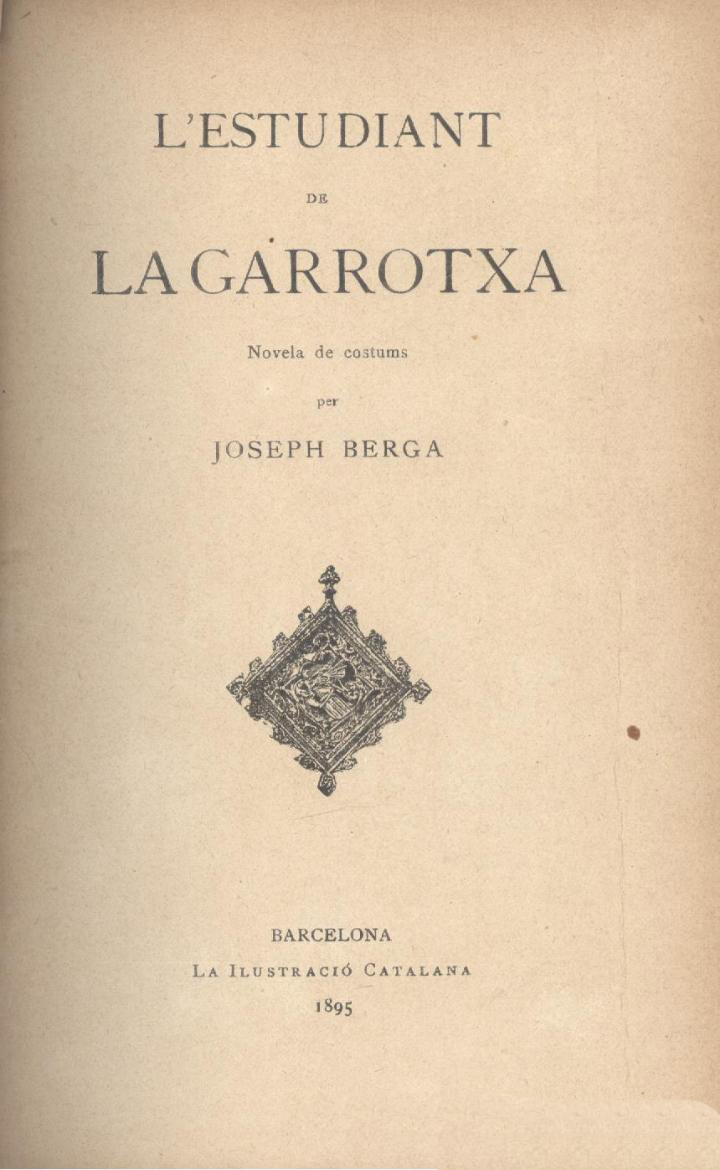
L'estudiant de La Garrotxa (1895)

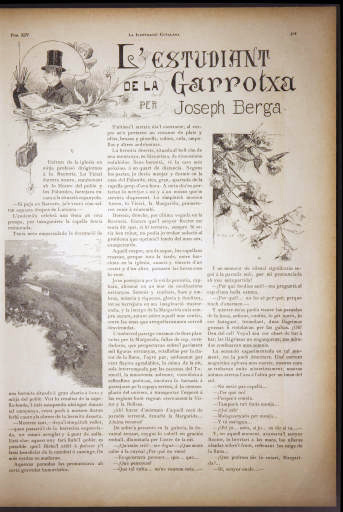
L'estudiant de la Garrotxa publicada en La Ilustració Catalana (1a época, núm. 318) el 15 de octubre de 1893.

Durante su exilio en Francia hizo amistad con Carles Bosch de la Trinxeria, conocido escritor que le aficionó a la literatura catalana. En el campo de la escritura, cultivó el cuento, la novela y el teatro de costumbres. Sus obras más significativas fueron La Borda (1902) en teatro y en narrativa: L'estudiant de la Garrotxa (1895), con algunos toques autobiográficos. Comenzó a escribir cuando tomó forma el proyecto regionalista de Olot, ya que con la literatura podía difundir más fácilmente una determinada ideología. 
L'estudiant de la Garrotxa se publicó entre 1893-94 en forma de capítulos en la revista barcelonesa La Ilustració Catalana. Este primer relato lo dio a conocer fuera del ámbito comarcal. En 1895 la misma revista lo editó, ya como novela, con dibujos de diferentes artistas olotinos. La buena acogida animó a Berga a continuar. Escribió una segunda parte, así como otras obras:  Clareta (1917), Lo casal del roure o Un retrato esborrat (1897). 
Como crítico artístico local le publican en 1905 L'art d'Olot en el segle XIX en la Revista Olotina. Otras revistas en las que colabora son La Renaixença,  El Montascopa, o Lo gerones. A finales de su vida hizo una recopilación de leyendas con el título de Llegendes de la comarca d'Olot, editado entre 1914 y 1915 en la revista olotina El Deber y más tarde publicado en formato de libro. En los artículos periodísticos se le etiquetó de particularista, exaltado y más bien intolerante.
El escritor y filósofo Josep Maria Capdevila i Balanzó recuerda cómo había oído contar, a Berga y Boix, el origen del libro editado por Marian Vayreda, Records de la darrera carlinada (editado en 1898): 

Un día Berga leía en un cenáculo de amigos, entre los que había Vayreda, su novelita L'estudiant de la Garrotxa. Vayreda quedó pensativo, y al final le pidió: ¿Cómo se os ha ocurrido, escribir esa novelita? Y Berga le respondió: Pues, con recuerdos de mi vida, pensando en ella y haciendo un zurzido, que las une, como hacemos en una tela. Vayreda, que era pintor como su hermano Joaquim, recogió el pensamiento de Berga. Y empezó, desde entonces a pensar en las cosas que había vivido durante su juventud fantasiosa, y así elaboró el «tejido» de sus Records de la darrera carlinada.